# Castanopsis malaccensis
Castanopsis malaccensis är en bokväxtart som beskrevs av James Sykes Gamble. Castanopsis malaccensis ingår i släktet Castanopsis och familjen bokväxter. Inga underarter finns listade.